# Бойків (хутір)
Бойків (Бойко, рос. Бойко) — колишній хутір у Бистрицькій волості Бердичівського повіту Київської губернії та Гришковецькій сільській раді Махнівського (Бердичівського) і Бердичівського районів Бердичівської округи.

## Населення
В кінці 19 століття налічувалося 11 осіб, з них 5 чоловіків та 6 жінок, дворів — 2.
Відповідно до перепису населення СРСР 17 грудня 1926 року, чисельність населення становила 144 особи, з них 72 чоловіків та 72 жінки; за національністю — поляки. Кількість домогосподарств — 32, з них, неселянського типу — 1.

## Історія
Час заснування — невідомий. В кінці 19 століття — хутір при власницькому селі Гришківці Бистрицької волості Бердичівського повіту Київської губернії. Відстань до центру повіту, де розміщувалася найближча поштово-телеграфна та поштова (земська) станції — 3 версти, до найближчої залізничної станції (Бердичів) — 4 версти. Основним заняттям мешканців було рільництво. Землі — 65 десятин, належить С. Усовському. Господарює сам власник, застосовує трипілля
У 1923 році включений до складу Гришковецької сільської ради, котра, від 7 березня 1923 року, увійшла до складу новоствореного Бердичівського (згодом — Махнівський) району Бердичівської округи Київської губернії. Станом на 17 грудня 1926 року — в підпорядкуванні Гришковецької сільської ради Бердичівського району Бердичівської округи. Відстань до центру сільської ради, с. Гришківці — 1 верста, до районного та окружного центру, міста Бердичів — 5 верст, до найближчої залізничної станції (Бердичів) — 6 верст.
Знятий з обліку населених пунктів до 1 жовтня 1941 року.